# Une enfant du siècle
Une enfant du siècle è il quarto album di inediti della cantante pop francese Alizée.

## Descrizione
L'album, dedicato alla vita e alla carriera della modella Edie Sedgwick, è stato pubblicato il 29 marzo 2010 dall'etichetta discografica Jive Epic. È stato anticipato dal singolo Les collines (Never Leave You), pubblicato l'8 marzo dello stesso anno.

## Critiche
L'accoglienza di questo album da parte dei critici è stata abbastanza positiva, soprattutto per quanto riguarda i testi e la musica, ma anche per il cambiamento di stile di Alizée, che da un pop più adolescenziale è passata ad un pop più sobrio. Non sono però mancate critiche negative, per lo più per, secondo alcuni, un'evidente mancanza di interesse della cantante riguardo al progetto. Inoltre, ha ottenuto un risultato di vendite decisamente inferiore di quello degli album precedenti (soprattutto dei primi due), ma ciò potrebbe essere dovuto alle caratteristiche della musica e dei testi, giudicate essere un po' troppo elitarie.

## Tracce
CD (Jive 88697662042 (Sony) / EAN 0886976620424)
1. Eden, eden – 4:22 (testo: Jean-René Etienne – musica: Robin Coudert)
2. Grand Central – 3:24 (testo: Jean-René Etienne, Rebecca Zlotowski, Jérôme Echenoz – musica: Jérôme Echenoz, Tahiti Boy)
3. Limelight – 5:18 (Chateau Marmont)
4. La candida – 2:15 (testo: Adanowski – musica: Robin Coudert)
5. Les collines (Never Leave You) – 3:43 (testo: Jean-René Etienne – musica: Chateau Marmont)
6. 14 décembre – 3:18 (Chateau Marmont)
7. A cœur fendre – 3:07 (testo: Jean-René Etienne – musica: Chateau Marmont)
8. Factory Girl – 4:11 (testo: Jean-René Etienne, Jérôme Echenoz, David Rubato – musica: David Rubato)
9. Une fille difficile – 3:41 (testo: Jean-René Etienne – musica: Chateau Marmont, Jean Baptiste de Laubier)
10. Mes fantômes – 3:16 (testo: Jean-René Etienne – musica: Robin Coudert)

Durata totale: 36:35

## Classifiche
| Classifica        | Posizione raggiunta |
| ----------------- | ------------------- |
| Francia           | 24                  |
| Belgio (Vallonia) | 60                  |
| Messico           | 22                  |